# حضارة كيفية
الحضارة الكيفية هي صناعة أو مجال ما قبل التاريخ، كانت موجودة بين حوالي 8000 قبل الميلاد و 6000 قبل الميلاد في الصحراء الكبرى، خلال الحقبة الأفريقية الرطبة التي يشار إليها باسم العصر الحجري الحديث. عُثر على بقايا بشرية من هذه الحضارة في عام 2000 بعد الميلاد في موقع يعرف باسم غوبيرو [الإنجليزية]، يقع في النيجر في صحراء تينيري. يُعرف الموقع بأنه أكبر وأقدم مكان دفن لسكان العصر الحجري في الصحراء الكبرى.

## المميزات
كان الكيفيون صيادين ماهرين. تشير عظام العديد من حيوانات السافانا الكبيرة التي اكتشفت في نفس المنطقة إلى أنها عاشت على ضفاف بحيرة كانت موجودة خلال عصر الهولوسين الرطب، وهي فترة كانت الصحراء الكبرى فيها خضراء ورطبة.
كان شعب الكيفي طويل القامة، وبلغ طولهم أكثر من ستة أقدام. يُشير تحليل قياس الجمجمة بواسطة سيرينو وأخرون إلى أن هذه المجموعة السكانية المبكرة من الفترة الهولوسينية كانت مرتبطة بالإيبيروموريسية في العصر البليستوسيني المتأخر والحضارة القبصية في العصر الهولوسيني المبكر في المغرب العربي، وكذلك مجموعات المشتاني في منتصف العصر الهولوسيني.
استنادًا إلى أدلة طب الأسنان، اقترح جويل د.أيرلندي من جامعة جون مورس في ليفربول وجود صلات بين غرب إفريقيا جنوب الصحراء الكبرى والكيفيين، مما يشير بدوره إلى احتمال نشوء الأسلاف المشتركين لشعوب غرب إفريقيا والبانتو البدائية في المنطقة الجنوبية الغربية من الصحراء وسط فترة الكيفية في غوبيرو [الإنجليزية]، وربما هاجروا جنوبًا من الصحراء إلى أجزاء مختلفة من غرب أفريقيا (على سبيل المثال، بنين ;الكاميرون ;غانا ;نيجيريا ;توغو) وذلك نتيجة لتصحر الصحراء الخضراء في 7000 قبل الميلاد. بدأت شعوب البانتو البدائية الزراعية في الهجرة من أجزاء من جنوب شرق نيجيريا والكاميرون، وتباعدت وسط الهجرة، ومنها شعوب البانتو الشرقية (على سبيل المثال، جمهورية الكونغو الديمقراطية) وشعوب غرب البانتو (على سبيل المثال ، الكونغو ;الغابون ) بين 2500 قبل الميلاد و 1200 قبل الميلاد.

## لغة
قد يكون الكيفيون من متحدثي اللغات النيلية الصحراوية.

## الزوال
لا توجد آثار للحضارة الكيفية بعد 6000 قبل الميلاد، حيث مرت الصحراء بفترة جفاف للألف سنة التالية. بعد هذا الوقت، استعمرت الحضارة التينية [الإنجليزية] المنطقة.